# Центральний військовий комітет
Центральний військовий комітет (ЦВК) — старшинський гурток заснований протягом вересня 1918 р. українськими військовиками які намагалися запобігти зазіханю новоствореної Польської держави на Львів який вирішив «боротися під знаменом соборної України» в року 1918 р.